# Чемиш
Чемиш (болг. Чемиш) — село в Болгарии. Находится в Монтанской области, входит в общину Георги-Дамяново. Население составляет 86 человек.

## Политическая ситуация
Чемиш подчиняется непосредственно общине и не имеет своего кмета.
Кмет (мэр) общины Георги-Дамяново — Дилян Станимиров Димитров (Граждане за европейское развитие Болгарии (ГЕРБ)) по результатам выборов в правление общины.